# Colombianos
Os colombianos formam o grupo étnico predominante na Colômbia, país da América do Sul. Em sua maioria, a língua materna deste povo é o espanhol. Há 101 idiomas da Colômbia listados na base de dados do Ethnologue. Há cerca de 500 mil falantes de línguas indígenas na Colômbia atualmente.